# Alibala Maherramzadé
 (août 2025).
Alibala Maherramzadé est un homme d'État et une personnalité politique.

## Biographie
Alibala Maherramzadé est né le 9 août 1976 à Quba. En 1999, il a terminé ses études à la faculté d'économie de l'Université d'Istanbul.
Il est membre de VIIe législature de l'Assemblée nationale d'Azerbaïdjan.
Maherramzadé est le chef du groupe de travail sur les relations interparlementaires entre l'Azerbaïdjan et l'Ukraine.